# Strychnos penninervis
Strychnos penninervis är en tvåhjärtbladig växtart som beskrevs av A. Cheval.. Strychnos penninervis ingår i släktet Strychnos och familjen Loganiaceae. Inga underarter finns listade i Catalogue of Life.